# Moldávok
A moldávok, vagy másként moldovánok, moldorománok (saját és román nevükön Moldoveni, cirill ábécé szerint молдовень) ma Moldova államának keleti újlatin nyelvű lakossága. Nem tévesztendőek össze az egyesült Románia egyik elődjének számító Moldva lakosságával, amely ország magába foglalta Moldovát és Északkelet-Romániát. A moldovánok Moldova államalkotó nemzete, de a románoktól lényeges különbséget nem mutatnak, szokásaik a moldvai kultúrához kapcsolhatók, nyelvük sem tér el a román nyelvtől. A moldován nemzet és nyelv fogalma az oroszosításhoz és a szovjet uralomhoz köthető. Oroszország 1812-ben háború árán szerezte meg az Oszmán Birodalomtól Besszarábia tartományt, amely addig a moldvai fejedelemség részét képezte. Az oroszok nyomban hozzáláttak a román és egyéb nemzetiségek erőszakos beolvasztásához. A szovjet időkben a kommunista vezetők már nem követték a cári Oroszország erőszakos, soviniszta és diszkriminatív politikáját, viszont, hogy a románok jogát a területre aláássák, kitalálták az önálló moldován nép fogalmát. Hasonló módszereket már akkor is alkalmaztak Európa-szerte. Az 1990-es évekig a szovjet politikai akarat irányította a moldován nemzeti öntudatot, a Szovjetunió megszűnése után ennek alapja meginogni látszik, sőt a mostani moldáv állami vezetés már határozott lépéseket tett arra, hogy a két ország (Románia és Moldova) a jövőben egyesülhessen.

## Az identitás
A szovjetekre jellemző átnevelési akciók keretében a román lakosságot rászoktatták a moldován nemzeti érzületre, noha nyelvük és szokásaik a románokéval egyértelműen azonosak voltak. Mindez bár világos volt, de a lakosság többsége a párt és a szovjet állam iránti lojalitás tanújeleként feltétlenül ragaszkodott ehhez az illúzióhoz. Moldova idősebb korosztálya, s elsősorban a vidékiek makacsul tartják magukat a szovjet nemzetpolitikai dogmákhoz. Közrejátszik ebben az is, hogy 1991-ig, az ország függetlenné válásáig a mezőgazdaságból élő vidéki lakosság a szovjet piacokon tudta értékesíteni termékeit, így a kiváló minőségű moldovai bort is. Azóta Moldova gazdasági helyzete csak romlik és sokan visszasírják a Szovjetuniót, hallani sem akarva az utóbbi években újból előtérbe kerülő román-moldáv egyesülésről, mivel az talán még tovább rontaná az ország nehéz gazdasági helyzetét.
Egy 2009-es közvélemény-kutatás szerint a fiatal korosztály egyre inkább úgy érzi, hogy a moldáv identitás egyazon lényegűnek tekinthető a románnal. 1998-ban még kevesebben mondták, hogy a románokkal azonosak lennének. Ennek ellenére még mindig kicsi azoknak az aránya, akik teljes egészében románnak ítélik önmagukat és az ország lakóit. 1992-ben még az ország lakosságának 87%-a egyöntetűen moldovánnak tartotta magát és elutasította a román identitást.
Történelmi dokumentumok garmadája egyértelműen igazolja, hogy az orosz hódításig Besszarábia lakói is románnak tartották magukat, bár két külön államban éltek, viszont az államok közötti fúzió a 16. századtól erősödött, és a 18. században a román fejedelmek a két ország (és Erdély) egyesítésén voltak.

### A moldáv értelmiségek vélekedései az indentitásról
A szovjet propaganda könnyűszerrel tudott érvényt szerezni állításainak az elmaradott vidéki lakosság körében, mely nem rendelkezett magasabb fokú iskolázottsággal. A továbbiakban saját értelmiséget is neveltek ki maguknak, de akadtak szovjetektől független moldovai értelmiségiek, akik a valós tények alapján minősítették Besszarábia lakosságának nemzeti hovatartozását. A szovjetek Moldova Romániától való teljes elszigetelésével is törekedtek a különbségek növelésére, sőt még akkor sem járhattak át a moldávok Romániába, amikor az a kommunista blokk része lett.
Alexei Mateevici besszarábiai költő, aki a moldáv himnusz a Limba noastră (Mi nyelvünk) szerzője, úgy nyilatkozott, hogy a moldávok a régi Moldva utódai, de a román nemzet testének részét képezik, akik Havasalföldön, Bukovinában és Erdélyben élnek.
Emanoil Catelli az 1917–18-ban fennállt Moldáv Demokratikus Köztársaság egyik politikusa (később már Romániában tevékenykedett), Mateevicivel egyidőben azt mondta, hogy a moldáv nemzet 106 esztendeig (azaz 1812-től 1918-ig) hallgatásra volt ítélve, az oroszok csak holmi moldávokká fokozták le őket, pedig ők románok.
Maria Cebotari szoprán énekesnő tiltakozott az ellen, hogy őt bárki besszarábiai románnak tartsa, ő egyszerűen csak román.
Grigore Vieru költő, Eugen Doga zeneszerző, Gheorghe Duca a Moldáv Tudományos Akadémia elnöke is pánromán eszméket vallottak. Constantin Tănase Moldovában ma is vezeti a román nemzeti eszmét hirdető Timpul de dimineață lapot.
A moldáv identitás helyzete mindig annak megfelelően változott, hogyan alakult a politika Besszarábiában. 1938-ig a Romániához tartozó területen románnak tekintették a lakosságot. Egy apró vidék Moldovai SzSzK néven ekkor már létezett a Szovjetunión belül (ma Ukrajna és Transznisztria osztozik rajta), ahol hivatalosan moldávnak nevezték az ott élő románokat. Besszarábia akkor történt bekebelezésével az egész területre kiterjesztették a szovjet propagandát. Rövid ideig, 1941-től 1944-ig Románia visszacsatolta magához, és eltörölte a térség közigazgatásából a cirill ábécét, valamint a moldován megjelölést. 1944-ben a szovjet csapatok visszafoglalták a románoktól a területet, és visszaállt a korábbi hivatalos álláspont.
A szovjet állam névleg támogatta a nemzetiségek egyenjogúságát, de a színfalak mögött folytatódott az erőszakos oroszosítás. Az ország lakossága kétnyelvű lett, és a vezetésben is orosz dominancia érvényesült, amely még napjainkban is többé-kevésbé megmaradt.
Jóllehet Romániában is maradtak regionális identitások, így Bukovinában, Munténiában, Moldvában és a Bánságban is (pl. magyar, német), ez nem járt külön bukovinai, vagy bánsági és munténiai nemzeti identitás kialakításával, s a helyi nyelvjárások sem váltak külön nyelvekké, mint más nyelvek esetében.

## A moldáv nemzetpolitika
A függetlenség 1991-es elnyerése után a moldáv állam vezetői, hogy szuverenitásukat megőrizzék, folytatták a szovjet propaganda történetietlen moldáv eszméjét, sőt nacionalista moldáv törekvések ezt a romániai Moldva régióra is ki akarták terjeszteni (felmerült, hogy Moldova területi követeléssel fog fellépni Romániával szemben, Nyugat-Moldvát illetően). Romániában a kommunista berendezkedés miatt nem képezte 1989-ig semmilyen vita tárgyát Moldova és Románia összetartozása, ugyan akadtak még az 1930-as években olyan csoportosulások, amelyek a két ország egyesülését szovjet vezetés alatt szerették volna látni, így akkor Nagy-Románia is szovjet szocialista köztársasággá vált volna, de ebből nem lett semmi. Így a szovjet vezetés a moldáv és román nemzet elkülönítésére törekedett, amihez szinte minden eszközt felhasználtak.
A szomszédos államok az egyensúly felborulásától tartva, nem látnák jónak a két ország esetleges egyesülését. Ez a probléma eredményezte még Transznisztria (Dnyeszter Menti Köztársaság) leválását, amelyet senki sem ismert el. Azon a területen még ma is cirill ábécével írják a moldáv (román) nyelvet, és ha netán Transznisztria véglegesen leszakadna Moldovától, úgy csak ott maradna fenn már a moldáv nemzet eszméje.
A moldáv kommunista vezetés látványos 2009-es bukása felerősítette a moldáv-román egyesülés folyamatát: Románia megnövelte a Moldovának nyújtott támogatást, és egyre többen tartják elképzelhetőnek a két ország lassú egyesülését.
Románia vezetői és polgárainak egy része úgymond veszélyesnek tartja a moldáv nemzet fogalmát, mert ez megkérdőjelezné a román nemzet egységét és oszthatatlanságát, s további szakadásokat hozna magával az egyes régiók esetében, igaz, a moldáv nacionalisták Moldvára vonatkozó elképzelései mára életképtelenné váltak. Az utóbbi években a román nemzeti érzületet vallók látszanak diadalmaskodni, minthogy a moldáv állam vezetői is Románia felé közelednek. 2013. december 5-én a moldáv alkotmánybíróság módosította az alkotmányt és Moldova nyelvét már nem moldávnak, hanem románnak cikkelyezte be.